# Encolure du cheval

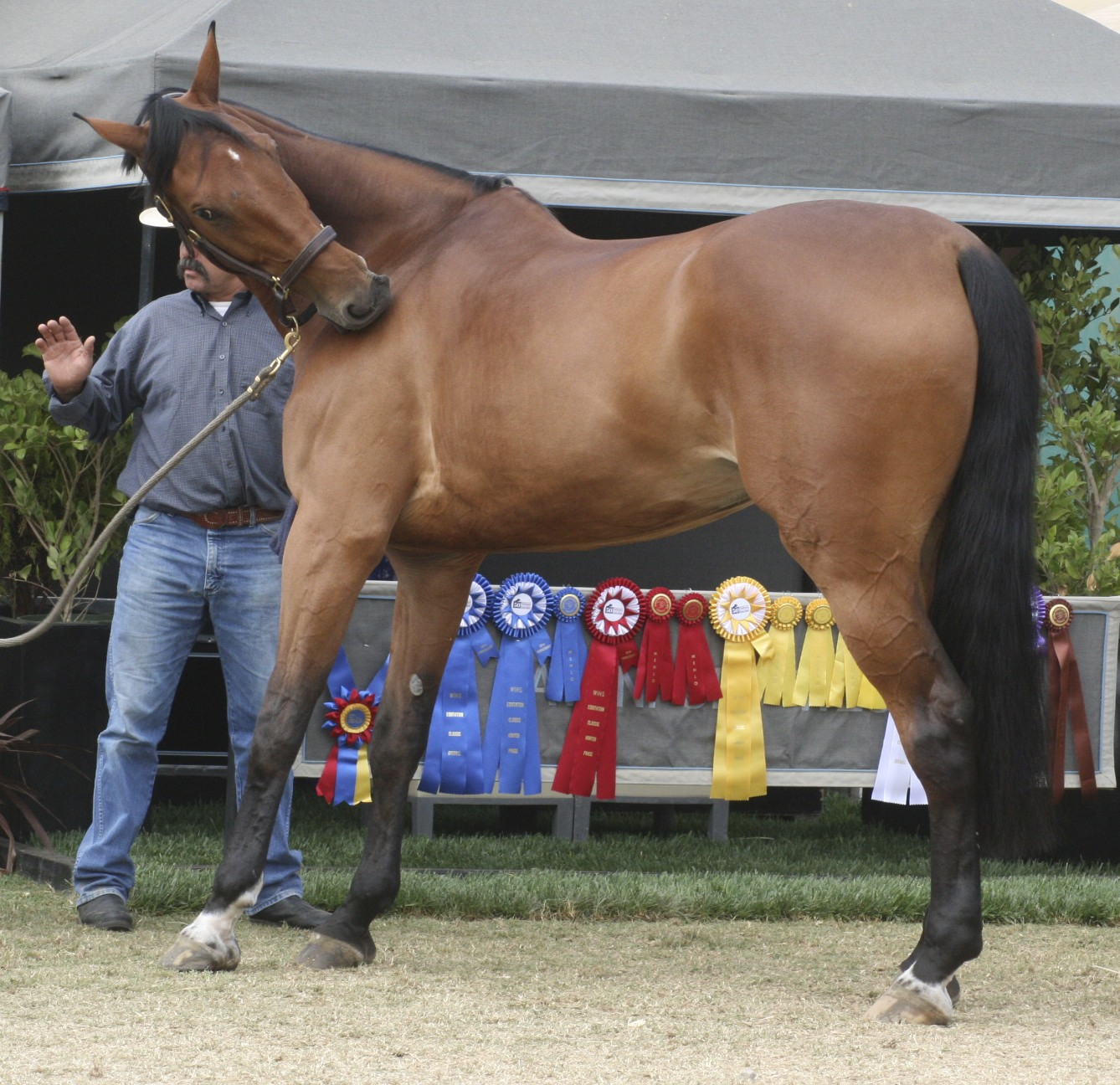
Cheval effectuant une flexion de l'encolure pour se gratter.

L′encolure du cheval  est la partie de l'anatomie du cheval correspondant au cou, reliant sa tête à son corps. L'encolure démarre au niveau de la nuque et s'arrête au niveau du garrot. Seules ses vertèbres atlas et axis sont mobiles, permettant une flexion de la tête sur l'encolure au seul niveau de la nuque.

## Généralités
Anatomiquement, l'encolure fait partie de l'avant-main et du dessus du cheval. Elle lui sert en quelque sorte de « gouvernail ».

### Os

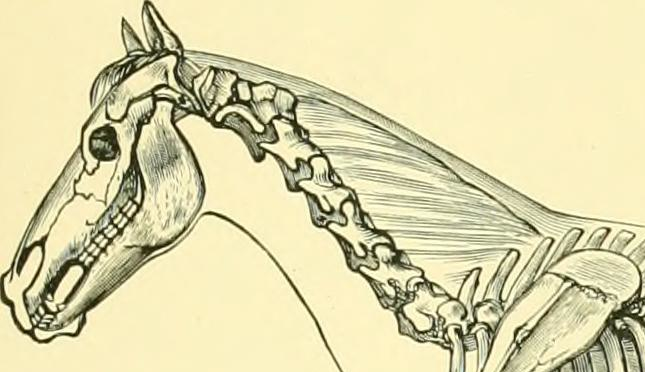
Vertèbres de l'encolure du cheval.

### Muscles

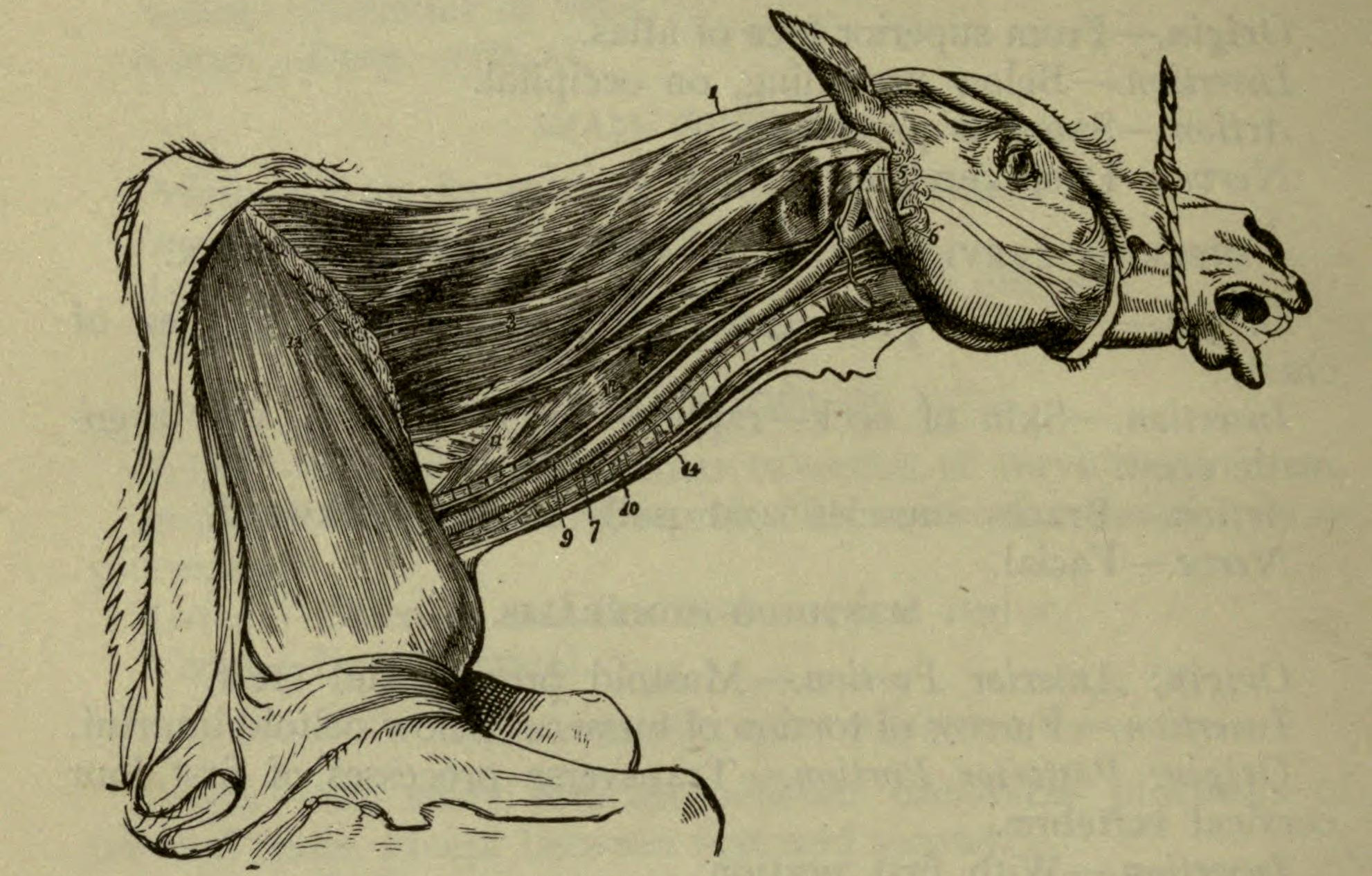
Écorché d'encolure de cheval.

## Formes
La tête et l'encolure forment ensemble le balancier du cheval, et à ce titre doivent jouer aisément pour lui permettre d'exécuter tout mouvement de façon harmonieuse. Le placer de l'encolure influence la répartition du poids. De sa conformation et de sa flexibilité dépend le ramener. Si sa courbure n'est pas naturelle, son forçage provoque la contraction du cheval dans son ensemble. 
L'encolure d'un cheval de sport lui sert de balancier et lui permet de se diriger ; elle est recherchée longue et droite avec un bord supérieur rectiligne, sans transition brusque avec le tronc, large dans sa partie inférieure qui abrite la trachée ; une trachée de fort calibre permet en effet une meilleure ventilation pulmonaire.

### Longueur
Il existe différentes longueurs d'encolure possibles chez le cheval.
En général, l'encolure du cheval de selle ou de course est longue, alors que celle du cheval de trait peut être courte et épaisse.

### Encolure de cerf

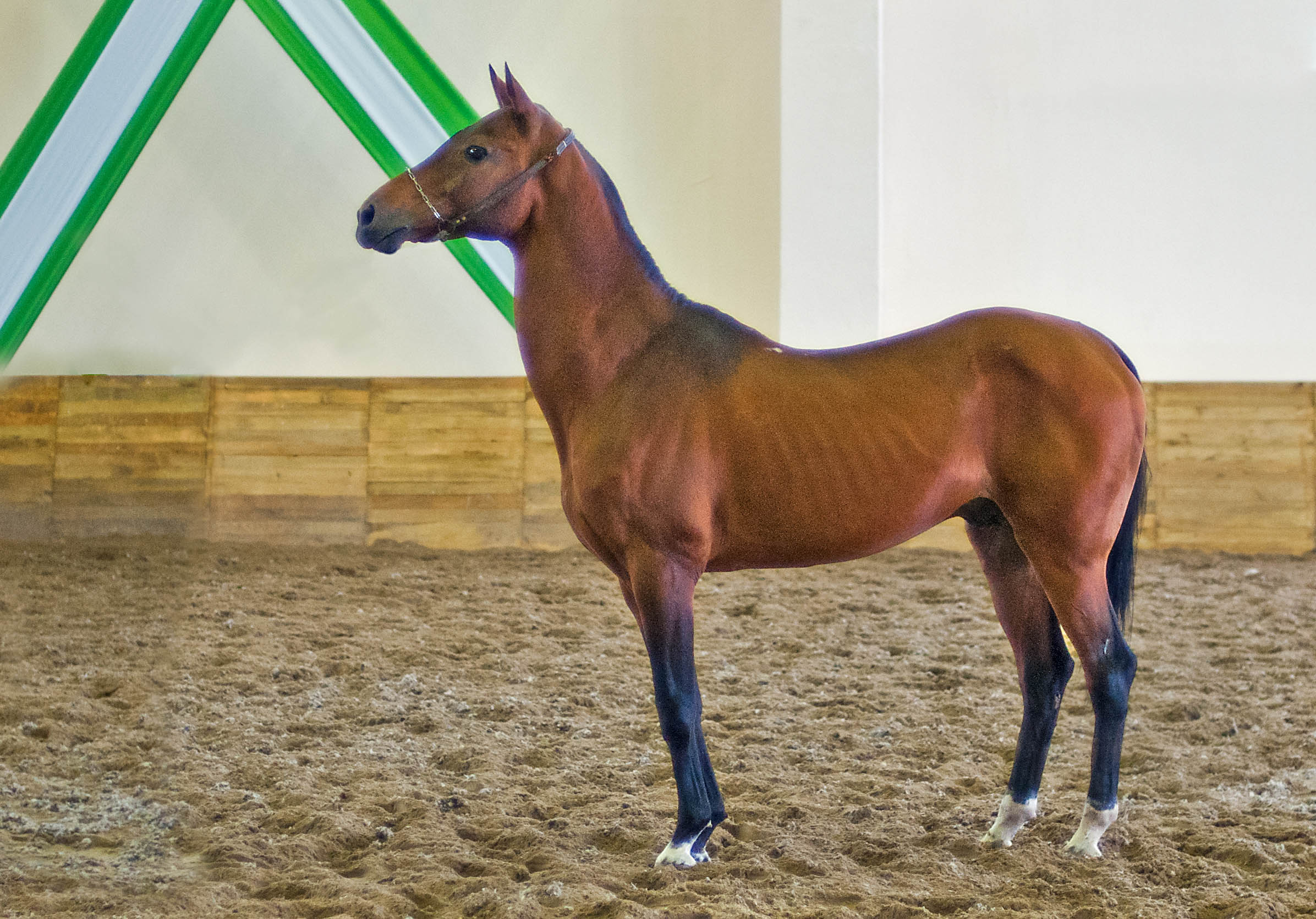
Encolure de cerf.

Une encolure renversée, dont le bord supérieur est concave, est dite « encolure de cerf ». 
Elle rend la conduite difficile en cas d'usage pour l'équitation, avec une tendance à des chevaux lourds à la main et sur les épaules, et inaptes à la pratique de l'obstacle et de l'l'attelage.

### Encolure rouée
Une encolure rouée au bord supérieur convexe porte le cheval à s'encapuchonner.  

### Encolure de cygne
On nomme « encolure de cygne » une encolure longue, renversée à la base et rouée dans sa partie supérieure. Ce type d'encolure révèle souvent un manque de force musculaire.

### Coup de hache
Le « coup de hache » est une dépression située en avant du garrot.

## Flexions d'encolure

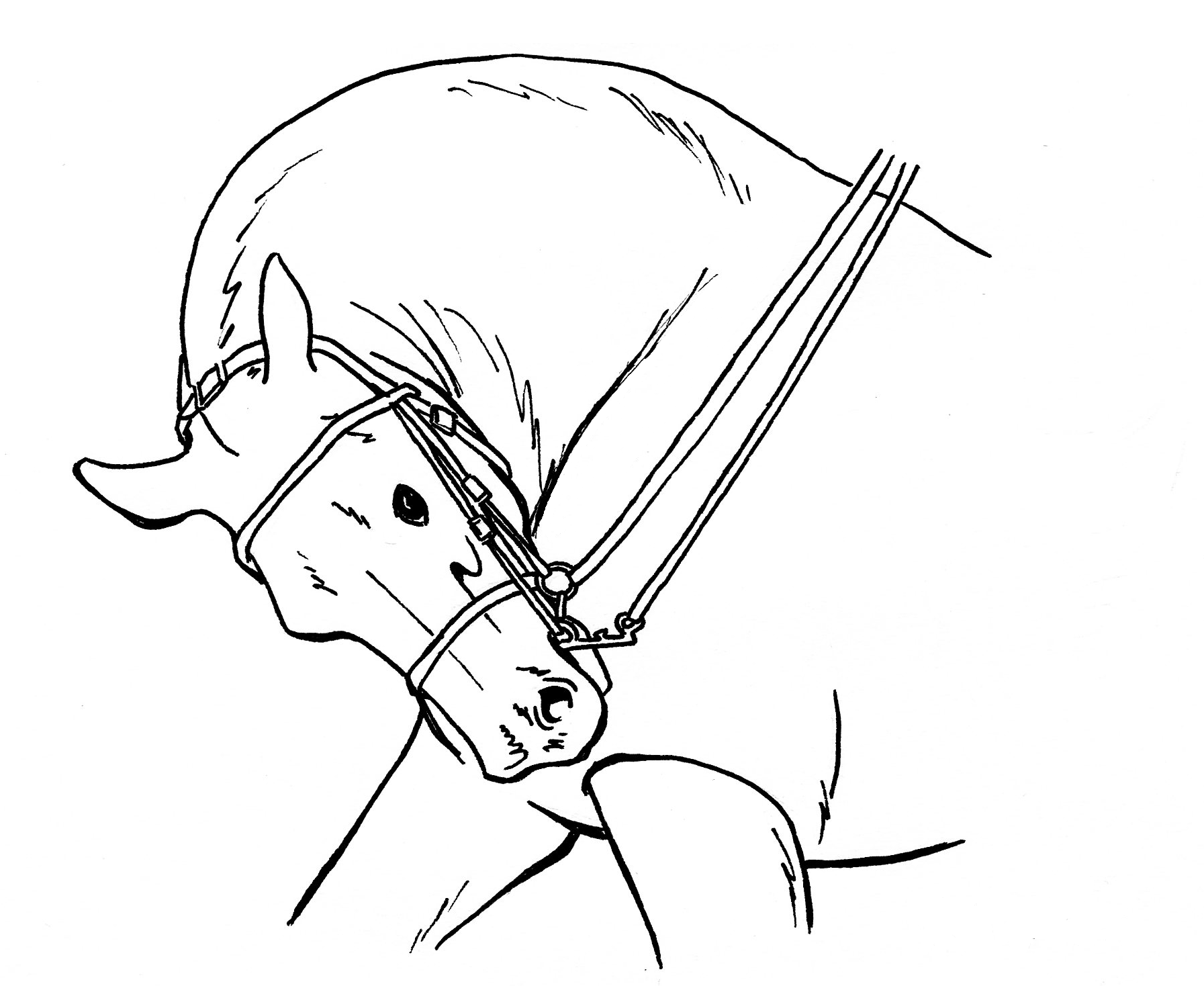
Position de l'encolure du cheval pendant le rollkur.

La flexion d'encolure est un exercice d'équitation.
Le rollkur, officiellement « hyperflexion de l'encolure », est une technique controversée de dressage équestre, définie par la fédération équestre internationale (FEI) comme étant la flexion de l'encolure du cheval obtenue par la force. Il consiste à faire travailler l'animal avec l'encolure enroulée et le menton proche du poitrail.